# Sylwester Jarosz
Sylwester Jarosz (ur. 16 grudnia 1896 w Dąbrowie na Śląsku Cieszyńskim, zm. wiosną 1940 w Katyniu) – kapitan piechoty Wojska Polskiego, kawaler Krzyża Walecznych, ofiara zbrodni katyńskiej.

## Życiorys
Urodził się w rodzinie Franciszka i Franciszki z Macurów. Absolwent Seminarium Nauczycielskiego w Cieszynie. Powołany do armii austriackiej. Ukończył Oficerską Szkołę w Opawie. Uczestnik I wojny światowej. 1 stycznia 1917 został mianowany podporucznikiem rezerwy. Pełnił służbę w 21 pułku strzelców. 
Od 1918 w Wojsku Polskim. W 1919 walczył w wojnie polsko-czechosłowackiej. Brał udział w akcji plebiscytowej na Śląsku Cieszyńskim. Należał do Polskiej Organizacji Wojskowej. 
W okresie międzywojennym pozostał w wojsku. W 1922 roku w stopniu kapitana (starszeństwo z dniem 1 czerwca 1919 i 1651 lokatą w korpusie oficerów piechoty) przydzielony do 10 pułku piechoty. W 1923 służył w 4 pułku strzelców podhalańskich. W 1932 w stopniu kapitana (w 1935 starszeństwo z dniem 1 czerwca 1919 i 207 lokatą w korpusie oficerów piechoty) służył w 3 baonie KOP „Hoszcza”. Ukończył Kurs Dowódców Wojskowych. Od 1936 był kierownikiem referatu mobilizacyjnego w Dowództwie Okręgu Korpusu Nr II w Lublinie. 
W kampanii wrześniowej ewakuował się wraz z Dowództwem Okręgu Korpusu na wschód. Wzięty do niewoli radzieckiej około 20 września w okolicach Włodzimierza Wołyńskiego. Według stanu na kwiecień 1940 był jeńcem obozu w Kozielsku. Między 19 a 21 kwietnia 1940 przekazany do dyspozycji naczelnika smoleńskiego obwodu NKWD – lista wywózkowa 035/4 z 16.04.1940. Został zamordowany między 20 a 22 kwietnia 1940 przez NKWD w lesie katyńskim. Jego akta osobowe na dzień 6 września 1940 znajdowały się w I Specjalnym Wydziale NKWD ZSRR. Zidentyfikowany podczas ekshumacji prowadzonej przez Niemców w 1943, zapis w dzienniku ekshumacji pod datą 04.06.1943. Przy szczątkach znaleziono legitymację oficerską i list. Figuruje na liście AM-269-3953 i liście Komisji Technicznej PCK pod numerem 03953. Nazwisko Jarosza znajduje się na liście ofiar (pod nr 03953) opublikowanej w Gońcu Krakowskim nr 195 i w Nowym Kurierze Warszawskim nr 180 z 1943. Krewni do 1956 poszukiwali informacji przez Biuro Informacji i Badań Polskiego Czerwonego Krzyża w Warszawie. 
Mieszkał w Lublinie. Był żonaty z Olgą z Horaków, z którą miał córki: Wandę i Lidię.
5 października 2007 minister obrony narodowej Aleksander Szczygło mianował go pośmiertnie na stopień majora. Awans został ogłoszony 9 listopada 2007, w Warszawie, w trakcie uroczystości „Katyń Pamiętamy – Uczcijmy Pamięć Bohaterów”.

## Ordery i odznaczenia
- Krzyż Walecznych[5]
- Medal Niepodległości (16 marca 1937)[11]
- Srebrny Krzyż Zasługi (9 września 1924)[12]
- Medal Pamiątkowy za Wojnę 1918-1921
- Medal Dziesięciolecia Odzyskanej Niepodległości
- Krzyż za Obronę Śląska Cieszyńskiego II kl. (2 października 1919)[13]
- Krzyż Kampanii Wrześniowej – pośmiertnie 1 stycznia 1986[14]
- Brązowy Medal Zasługi Wojskowej z mieczami na wstążce Krzyża Zasługi Wojskowej (Austro-Węgry)[3]
- Brązowy Medal Waleczności (Austro-Węgry)[3]